# Präsident der Türkischen Republik Nordzypern
Der Präsident der Türkischen Republik Nordzypern (türkisch Kuzey Kıbrıs Türk Cumhuriyeti Cumhurbaşkanı) ist das Staatsoberhaupt der Türkischen Republik Nordzypern. Er wird alle fünf Jahre durch das Volk gewählt. Ein Präsident kann für mehrere Amtszeiten gewählt werden.
Seit dem 23. Oktober 2020 übt dieses Amt Ersin Tatar aus, der zudem Vorsitzender der Ulusal Birlik Partisi ist.

## Bisherige Präsidenten
| Name             | Amtsantritt       | Amtsaustritt     | Partei     |
| ---------------- | ----------------- | ---------------- | ---------- |
| Rauf Denktaş     | 15. November 1983 | 17. April 2005   | UBP        |
| Mehmet Ali Talat | 20. April 2005    | 23. April 2010   | CTP        |
| Derviş Eroğlu    | 23. April 2010    | 30. April 2015   | UBP        |
| Mustafa Akıncı   | 30. April 2015    | 23. Oktober 2020 | unabhängig |
| Ersin Tatar      | 23. Oktober 2020  | amtierend        | UBP        |